# Diócesis de Jhansi
La diócesis de Jhansi (en latín: Dioecesis Ihansiensis y en inglés: Roman Catholic Diocese of Jhansi) es una circunscripción eclesiástica de la Iglesia católica en India. Se trata de una diócesis latina, sufragánea de la arquidiócesis de Agra. Desde el 31 de octubre de 2012 su obispo es Peter Parapullil.

## Territorio y organización
La diócesis tiene 29 418 km² y extiende su jurisdicción sobre los fieles católicos de rito latino residentes en 6 distritos del estado de Uttar Pradesh: Banda, Hamirpur, Mahoba, Jalaun, Jhansi y Lalitpur; y 5 distritos del estado de Madhya Pradesh: Datia, Shivpuri, Morena, Bhind y Gwalior.
La sede de la diócesis se encuentra en la ciudad de Jhansi, en donde se halla la Catedral de San Antonio.
En 2021 en la diócesis existían 39 parroquias.

## Historia
La prefectura apostólica de Jhansi fue erigida el 12 de enero de 1940 con la bula Ad evangelicam veritatem del papa Pío XII, obteniendo el territorio de la diócesis de Allahabad.
El 5 de julio de 1954 la prefectura apostólica fue elevada a diócesis con la bula In Apostolica Praefectura del papa Pío XII, al mismo tiempo que algunos territorios de la arquidiócesis de Agra pasaron a formar parte de la nueva diócesis.
El 9 de febrero de 1999 cedió una parte de su territorio para la erección de la diócesis de Gwalior mediante la bula Cum ad aeternam del papa Juan Pablo II.

## Estadísticas
Según el Anuario Pontificio 2022 la diócesis tenía a fines de 2021 un total de 4055 fieles bautizados.
| Año                                                                             | Población            | Población  | Población      | Sacerdotes | Sacerdotes    | Sacerdotes    | Bautizados por sacerdote | Diáconos permanentes | Religiosos | Religiosos | Parroquias |
| Año                                                                             | Bautizados católicos | Total      | % de católicos | Total      | Clero secular | Clero regular | Bautizados por sacerdote | Diáconos permanentes | Varones    | Mujeres    | Parroquias |
| ------------------------------------------------------------------------------- | -------------------- | ---------- | -------------- | ---------- | ------------- | ------------- | ------------------------ | -------------------- | ---------- | ---------- | ---------- |
| 1950                                                                            | 2200                 | 2 551 291  | 0.1            | 30         | 17            | 13            | 73                       |                      | 42         | 22         | 5          |
| 1970                                                                            | 3315                 | 13 854 235 | 0.0            | 19         | 17            | 2             | 174                      |                      | 3          | 81         | 7          |
| 1980                                                                            | 3592                 | 15 300 000 | 0.0            | 29         | 25            | 4             | 123                      |                      | 26         | 161        | 15         |
| 1990                                                                            | 4710                 | 8 377 114  | 0.1            | 44         | 40            | 4             | 107                      |                      | 14         | 165        | 24         |
| 1999                                                                            | 4817                 | 6 709 184  | 0.1            | 26         | 25            | 1             | 185                      |                      | 16         | 152        | 19         |
| 2000                                                                            | 4089                 | 6 730 000  | 0.1            | 35         | 34            | 1             | 116                      |                      | 10         | 161        | 19         |
| 2001                                                                            | 3724                 | 6 815 000  | 0.1            | 40         | 39            | 1             | 93                       |                      | 10         | 138        | 20         |
| 2002                                                                            | 3780                 | 7 013 000  | 0.1            | 39         | 38            | 1             | 96                       |                      | 11         | 139        | 20         |
| 2003                                                                            | 3994                 | 7 004 993  | 0.1            | 39         | 38            | 1             | 102                      |                      | 12         | 151        | 20         |
| 2004                                                                            | 3720                 | 7 254 260  | 0.1            | 42         | 40            | 2             | 88                       |                      | 13         | 149        | 20         |
| 2006                                                                            | 3782                 | 8 315 000  | 0.0            | 43         | 42            | 1             | 87                       |                      | 11         | 203        | 21         |
| 2013                                                                            | 4384                 | 8 236 080  | 0.1            | 74         | 53            | 6             | 59                       |                      | 16         | 212        | 24         |
| 2016                                                                            | 4535                 | 9 389 886  | 0.0            | 70         | 59            | 11            | 64                       |                      | 22         | 235        | 28         |
| 2019                                                                            | 4150                 | 9 822 030  | 0.0            | 75         | 65            | 10            | 55                       |                      | 18         | 292        | 31         |
| 2021                                                                            | 4055                 | 10 028 670 | 0.0            | 77         | 66            | 11            | 52                       |                      | 19         | 314        | 39         |
| Fuente: Catholic-Hierarchy, que a su vez toma los datos del Anuario Pontificio. |                      |            |                |            |               |               |                          |                      |            |            |            |

## Episcopologio
- Francis Xavier Fenech, O.F.M.Cap. † (21 de enero de 1946-8 de mayo de 1967 retirado[nota 1])
- Baptist Mudartha † (29 de noviembre de 1967-1 de marzo de 1976 nombrado obispo de Allahabad)
- Frederick D'Souza † (4 de marzo de 1977-31 de octubre de 2012 retirado)
- Peter Parapullil, desde el 31 de octubre de 2012